# تاريخ أحفاد تيمور
تاريخ خاندان التيموري أو تاريخ أحفاد تيمور هي مخطوطة من القرن السادس عشر كلَّف السلطان المغولي أكبر حاشيته بإعدادها في 1577-1578. يصف هذا الكتاب أحفاد الزعيم تيمورلنك في القرن الرابع عشر في إيران والهند وقد أُعدِّت في مجلد للاستخدام الشخصي للسلطان، وبالتالي تأمين مكان له في مكتبته الشخصية. يضم هذا المجلد، المنقوش على أجود أنواع الورق، مجموعة من 133 منمنمة (لوحية فنية)، أبدعها بشكل تعاوني 51 فنانًا بارزًا مثل داسوانت، ومسكين الرسام [الإنجليزية]، ومادو موكوند، وحيدر كشميري، ومسكين، ومانوهار، وباسوان [الإنجليزية]. وقد وُصفت هذه المنمنمات ذات التفاصيل المعقدة والراقية بأنها تجسد قمة التعبير الفني المغولي. يحتوي النص المكتوب على خط يتوافق مع المعايير التي وضعها العمل الفني.
أدرجت اليونسكو هذا المخطوط في سجل ذاكرة العالم في عام 2011. حُفظ المخطوط الأصلي في مكتبة خودا بخش الشرقية العامة في بيهار، بالهند.
وهي النسخة الوحيدة الباقية من مخطوطة تتناول تاريخ تيمور وذريته في إيران والهند، بما في ذلك الحكام المغول بابور، وهمايون، وأكبر.